# Національний палац-музей (Тайбей)
 Національний палац-музей (Тайбей) — центральний музей стародавнього мистецтва Китаю на острові Тайвань. Походить від збірки імператорів Китаю в місті Пекін. На відміну від збірки в континентальному Китаї (Пекін Гугун), музейну збірку на Тайвані називають Тайбей Гугун.
Національний палац-музей (Тайбей) займав 19-те місце в ТОП-20 музеїв світу за чисельністю відвідувань у допандемічному 2019 році за даними Theme Index and Museum Index 2022 (перше місце в ТОП-20 займав Лувр). Музей у 2019 році мав більш ніж 3,8 млн. відвідувань. Пандемія Covid-19 сильно вплинула на відвідування – у 2020 році кількість відвідувачів становила 0,6 млн. осіб, у 2021 році – 0,4 млн. У 2022 році стан справ покращився, відбулося певне відновлення інтересу до експозицій National Palace Museum, кількість відвідувань збільшилась до 1,0 млн.

## Створення
Після скасування у 1912 р. імператорської влади в Пекіні, в резиденції імператорів «Заборонене місто» залишилась надзвичайно цінна і велика за обсягом колекція витворів мистецтва.
Частка речей, яку зазначили як надбання нової держави, була покладена в підмурки невеликого музею, заснованого у 1914 р.
У 1933 р. під час японської навали більша частина колекцій була евакуйована на південь Китаю (в Гуанчжоу та Сичуань). Після поразки Японії у війні розпочали повернення музейних збірок в Пекін. Але частка колекцій була захоплена гоміньданським урядом і вивезена на острів Тайвань, що як територія теж належав Китаю. Так музейна збірка була розділена і менша її частина стала базою для музею мистецтв в столиці острова. За інерцією, його іноді теж називають Гугун, бо музейна збірка походить з колишньої палацової збірки імператорів Китаю.
Політичні розбіжності не сприяли об'єднанню територій в єдину державу і Тайвань не став частиною соціалістичного на той час Китаю. Розбіжності поглибились в часи політичного режиму Мао і руйнівної за характером так званої «Культурної революції». В її часи розпочалася масова руйнація пам'яток історії Китаю, пограбування монастирів і музеїв, репресії у відношенні до діячів китайського мистецтва. Мав місце розпродаж і вивіз за кордон пам'яток мистецтва різних епох Китаю. Частка речей була придбана і для музею в столиці острова Тайвань. На відміну від збірки в континентальному Китаї (Пекін Гугун), музейну збірку на Тайвані називають Тайбей Гугун. Найважливішим є те, що наявність музею національного мистецтва на Тайвані сприяла рятуванню і збереженню видатних пам'яток стародавнього мистецтва, що перестають бути лише національним надбанням і стають надбанням культури всього світу.

## Будівля музею або «Вище прапор національної слави»

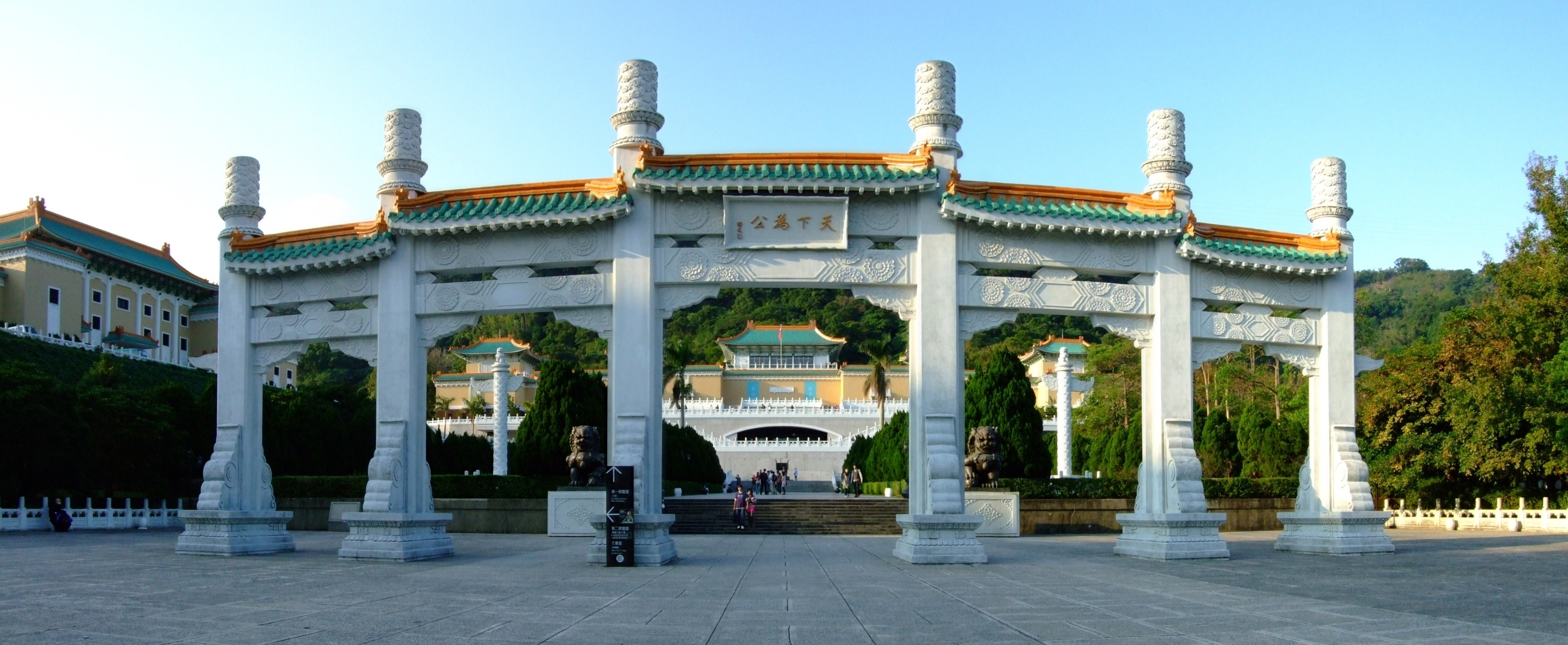
Будівля музею у 2007 р.

Для музею побудоване спеціальне приміщення в стилістиці стародавньої ханьської культури. Будівництво тривало у 1964—1965 рр.
У 2001 р. була проведена чергова реконструкція, аби зробити його просторішим і зручним для огляду експонатів і їх збереження. Реконструкція коштувала 21.000.000 доларів. Адже в Китаї є досить людей, що живуть за принципом « Вище прапор національної слави !»

## Колекції
Колекція має виняткове значення, бо зберігає витвори мистецтва від доісторичних епох до сьогодення. Найкоштовнішою є колекція доби середньовіччя Китаю, доби найдовшої за терміном в історії і мистецтві Китаю.

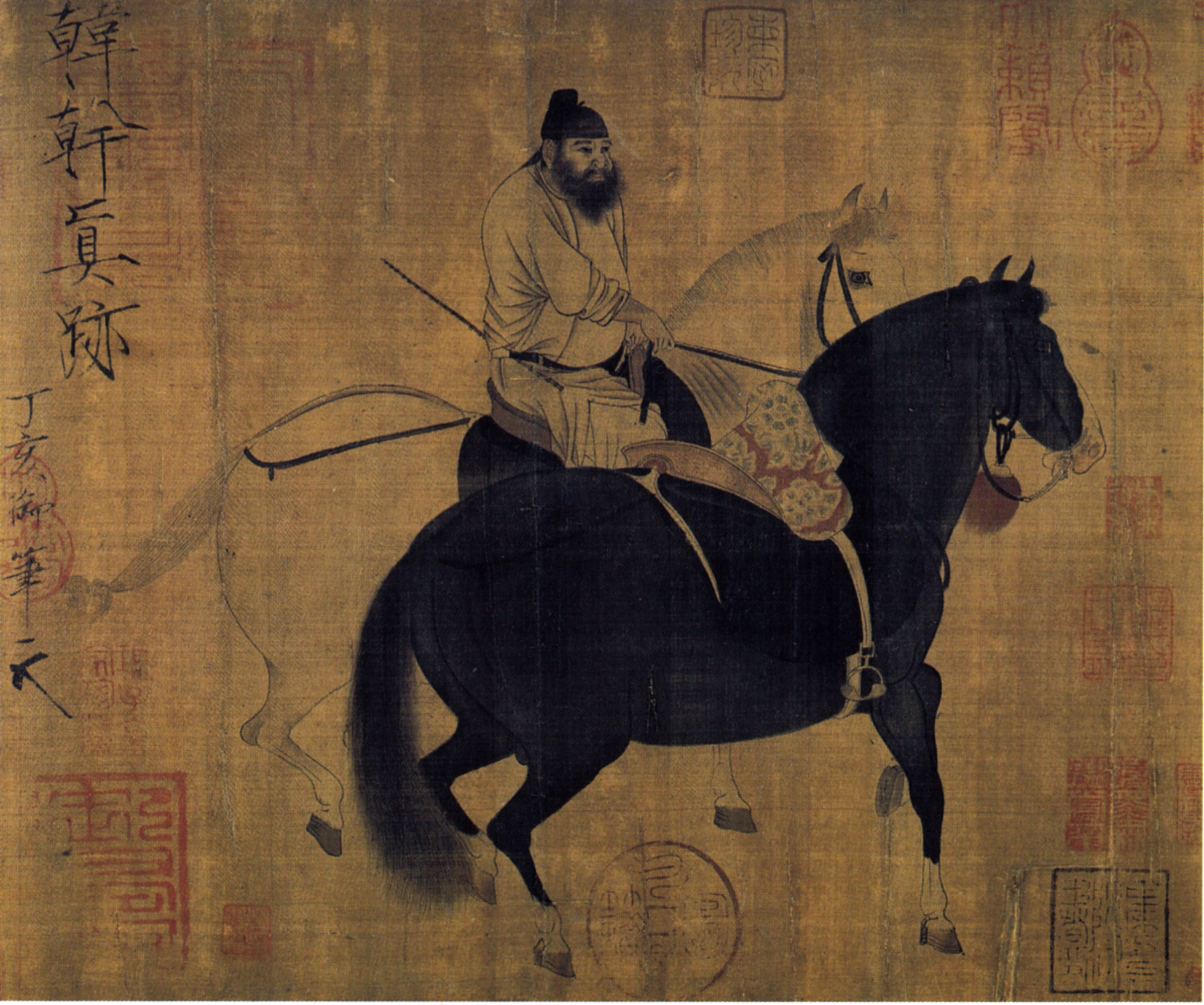
Худ. Хань Гань, вершник, 18 ст.,Тайбей.
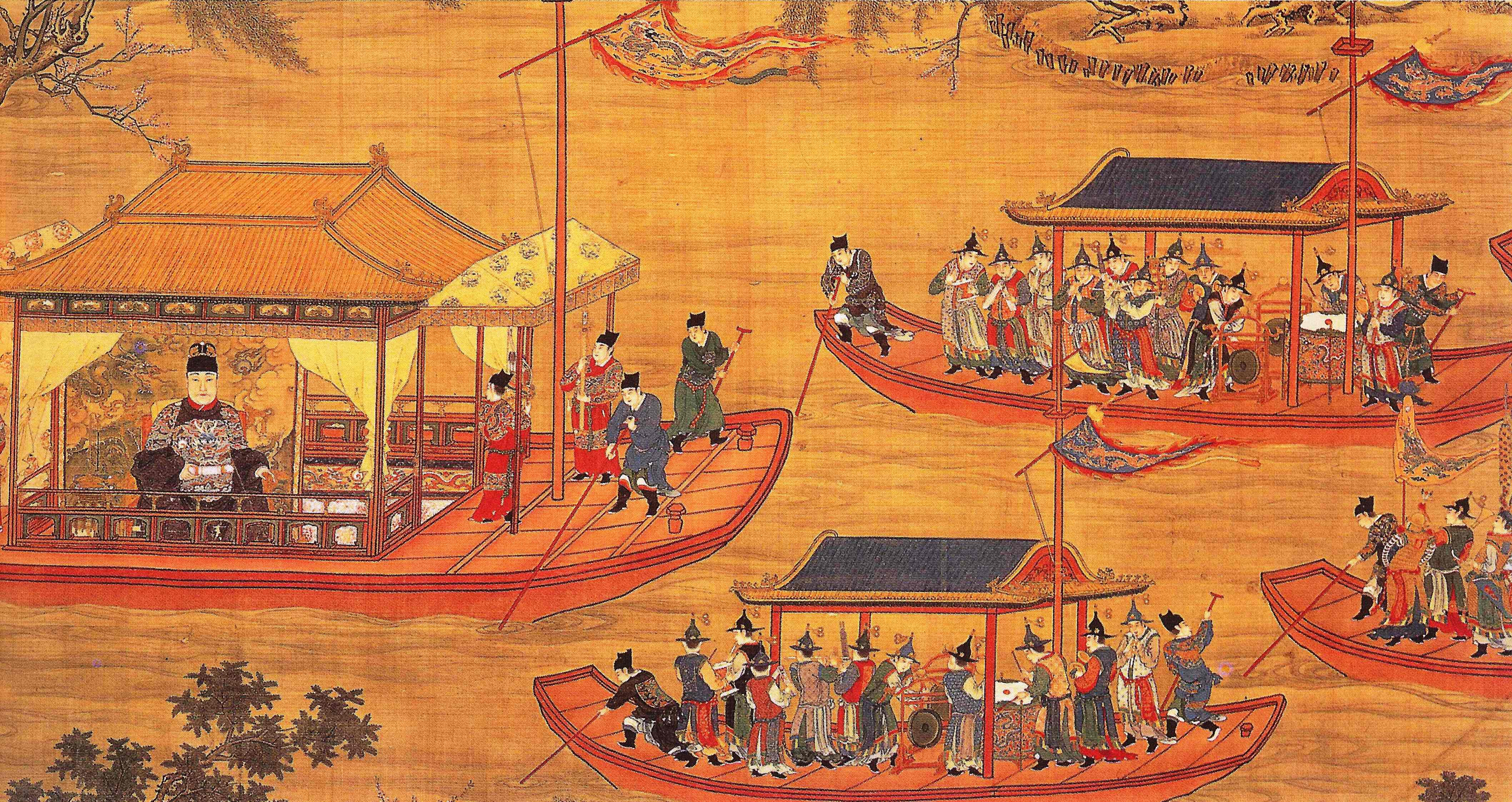
Прогулянка імператора на човні, 1538, Тайбей.
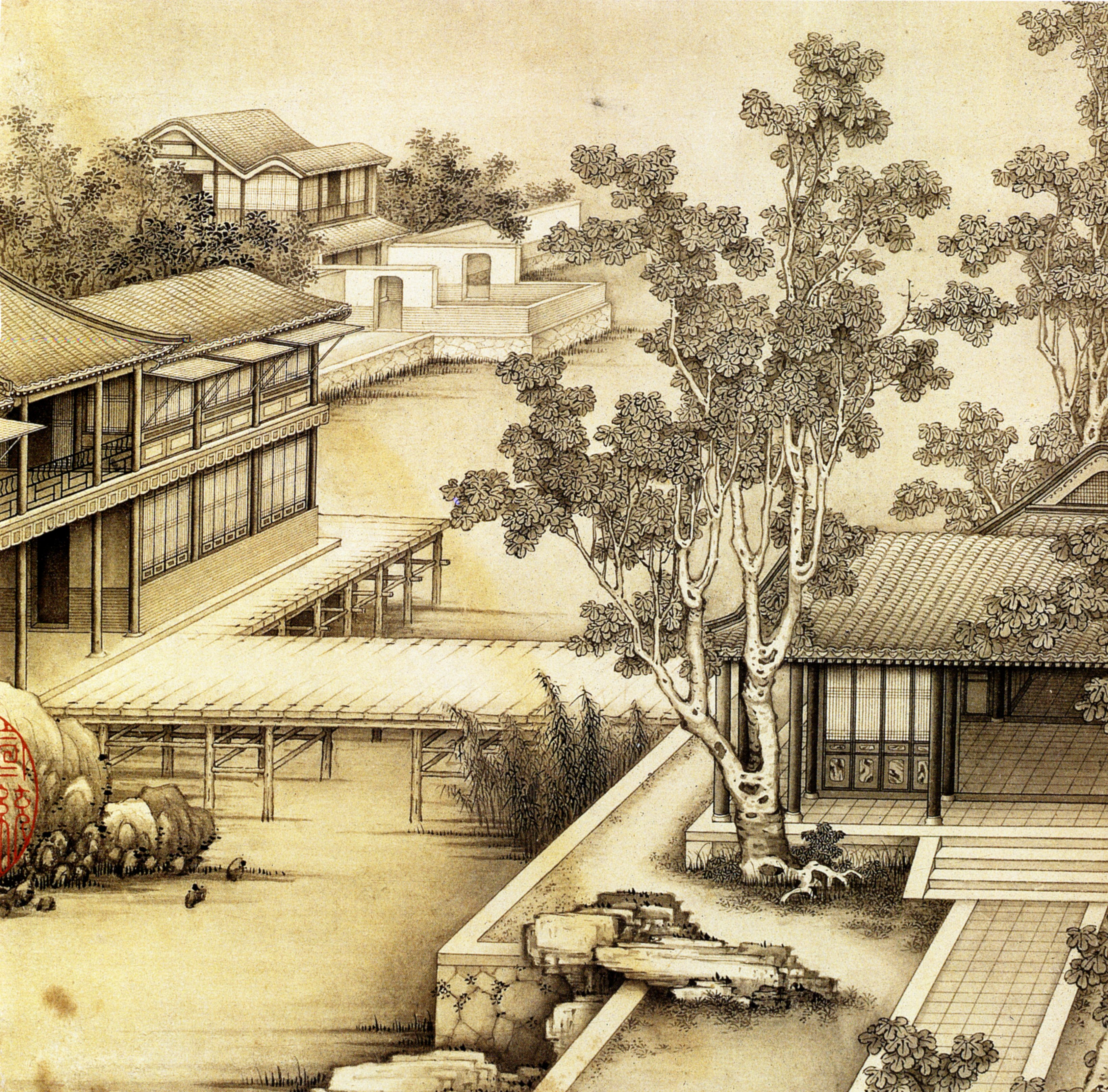
Джао Бинджен,пейзаж, кінець 17 ст.,Тайбей.
Імператор Zhuangzong, Тайбей

## Галерея

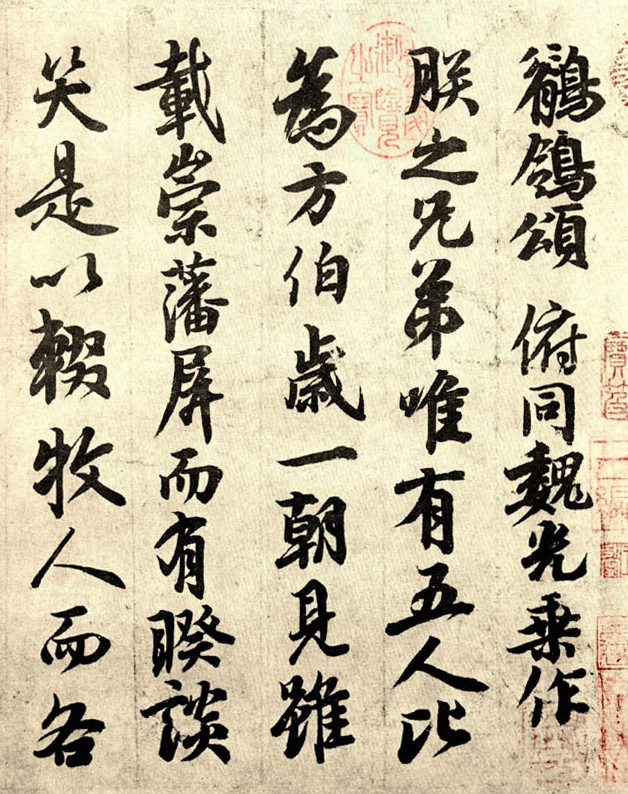
Зразок каліграфії Китаю 8 ст.
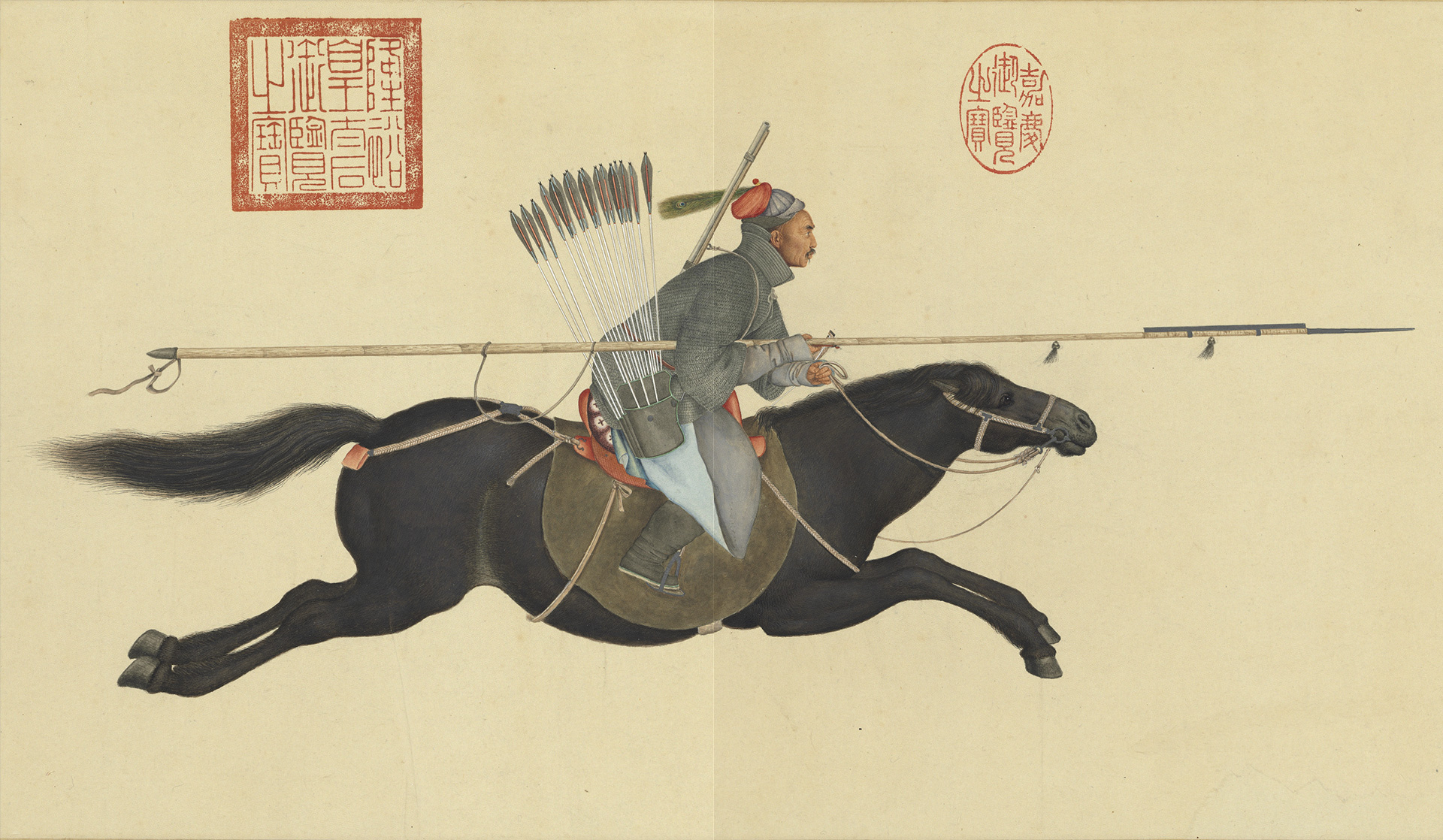
Худ.Джузеппе Кастільйоне ,його китайське ім'я-Láng Shìníng, вершник, 18 ст.
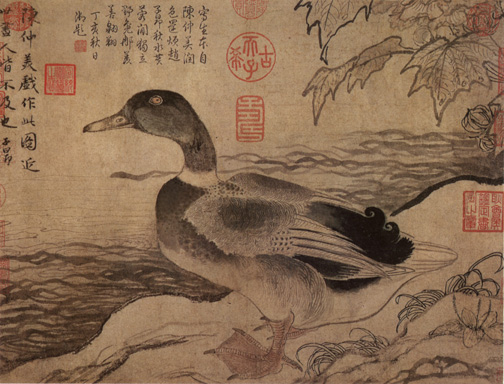
Худ. Чен Лін, Свійська качка, 14 ст.
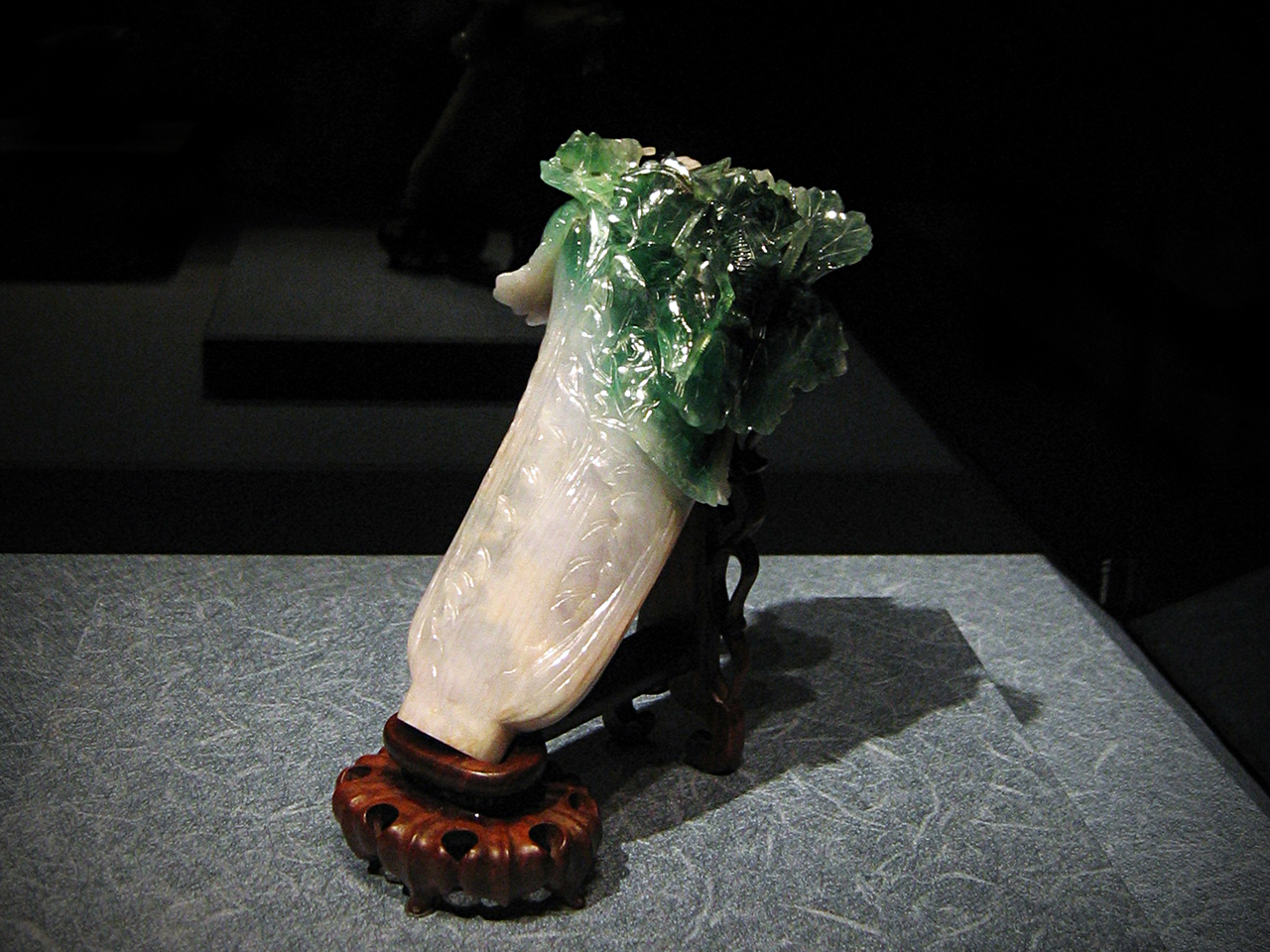
Жадеїтова капуста, 19 ст. — один з найвідоміших експонатів